# Football Club Lausanne-Sport 2015-2016
Questa voce raccoglie le informazioni riguardanti il Football Club Lausanne-Sport nelle competizioni ufficiali della stagione 2015-2016.

## Stagione
Nella stagione 2015-2016 il Losanna, allenato da Fabio Celestini, concluse il campionato di Challenge League al 1º posto e fu promosso in Super League. In Coppa Svizzera il Losanna fu eliminato al secondo turno dal Thun.

## Rosa
| N. |                           | Ruolo | Calciatore               |
| -- | ------------------------- | ----- | ------------------------ |
| 1  | Svizzera (bandiera)       | P     | Thomas Castella          |
| 4  | Italia (bandiera)         | C     | Gianmarco Paulis         |
| 5  | Svizzera (bandiera)       | C     | Xavier Margairaz         |
| 6  | Svizzera (bandiera)       | D     | Elton Monteiro           |
| 7  | Uruguay (bandiera)        | A     | Walter Pandiani          |
| 8  | Svizzera (bandiera)       | C     | Hélios Sessolo           |
| 9  | Corea del Nord (bandiera) | A     | Pak Kwang-ryong          |
| 10 | Argentina (bandiera)      | C     | Santiago Feuillassier    |
| 11 | Svizzera (bandiera)       | D     | David Marazzi            |
| 12 | Svizzera (bandiera)       | C     | Jordan Lotomba           |
| 13 | Ruanda (bandiera)         | A     | Quentin Rushenguziminega |
| 14 | Svizzera (bandiera)       | C     | Alexandre Pasche         |
| 15 | Svizzera (bandiera)       | D     | Arnaud Bühler            |
| 16 | Svizzera (bandiera)       | D     | Nicolas Gétaz            |
| 17 | Svizzera (bandiera)       | C     | Olivier Custodio         |

| N. |                       | Ruolo | Calciatore         |
| -- | --------------------- | ----- | ------------------ |
| 18 | Svizzera (bandiera)   | P     | Mathieu Descloux   |
| 19 | Svizzera (bandiera)   | D     | Numa Lavanchy      |
| 20 | Svizzera (bandiera)   | C     | Ali Kabacalman     |
| 21 | Svizzera (bandiera)   | C     | Ming-yang Yang     |
| 22 | Svizzera (bandiera)   | P     | Kevin Martin       |
| 23 | Svizzera (bandiera)   | C     | Romain Dessarzin   |
| 24 | Svizzera (bandiera)   | D     | Jérémy Manière     |
| 25 | Svizzera (bandiera)   | C     | Adrián Alvarez     |
| 25 | Portogallo (bandiera) | C     | Stéphane Gonçalves |
| 26 | Portogallo (bandiera) | D     | Fabio Carvalho     |
| 27 | Kosovo (bandiera)     | D     | Jetmir Krasniqi    |
| 28 | Svizzera (bandiera)   | C     | Samuele Campo      |
| 29 | Uruguay (bandiera)    | C     | Kevin Méndez       |
| 30 | Svizzera (bandiera)   | A     | Andi Zeqiri        |
| 35 | Svizzera (bandiera)   | P     | Dany Da Silva      |

## Organigramma societario
Area tecnica
- Allenatore: Fabio Celestini
- Allenatore in seconda: Jean-Yves Aymon, Lorenzo Guerrero
- Preparatore dei portieri: Florent Delay
- Preparatori atletici: Mattia Garrone

## Calciomercato

### Sessione estiva
| Acquisti | Acquisti                 | Acquisti                | Acquisti |
| R.       | Nome                     | da                      | Modalità |
| -------- | ------------------------ | ----------------------- | -------- |
| C        | Gianmarco Paulis         | Terracina               |          |
| D        | Arnaud Bühler            | Template:Calcio Haladás |          |
| P        | Dany Da Silva            | Sion                    |          |
| D        | Nicolas Gétaz            | Le Mont                 |          |
| C        | Noah Kamé Ekué           | Losanna U21             |          |
| D        | Numa Lavanchy            | Le Mont                 |          |
| C        | Xavier Margairaz         | ?                       |          |
| A        | Walter Pandiani          | ?                       |          |
| C        | Alexandre Pasche         | Servette                |          |
| A        | Jocelyn Roux             | Servette                |          |
| A        | Quentin Rushenguziminega | Stade Lausanne-Ouchy    |          |
| C        | Hélios Sessolo           | Le Mont                 |          |

| Cessioni | Cessioni            | Cessioni          | Cessioni |
| R.       | Nome                | a                 | Modalità |
| -------- | ------------------- | ----------------- | -------- |
| D        | Gabriel Cuénoud     | Azzurri 90        |          |
| D        | Guillaume Rippert   | Petrolul Ploiești |          |
| C        | Jordi Delclos       | Orléans           |          |
| A        | Kévin Dupuis        | Orléans           |          |
| P        | Kevin Fickentscher  | Sion              |          |
| C        | Xavier Hochstrasser | Le Mont           |          |
| D        | Guillaume Katz      | Winterthur        |          |
| A        | Qendrim Makshana    | Düdingen          |          |
| C        | Chris Malonga       | Laval             |          |
| C        | Mohamed Maouche     | Tours             |          |
| C        | Yacoub Meité        | Le Mont           |          |
| A        | Quentin N'Gakoutou  | Monaco            |          |
| C        | Daniele Romano      | Aarau             |          |
| A        | Andelko Savic       | Neuchâtel Xamax   |          |
| C        | Max Veloso          | Neuchâtel Xamax   |          |

### Sessione invernale
| Acquisti | Acquisti        | Acquisti   | Acquisti |
| R.       | Nome            | da         | Modalità |
| -------- | --------------- | ---------- | -------- |
| C        | Kevin Méndez    | Roma U19   |          |
| C        | Samuele Campo   | Basilea II |          |
| C        | Adrián Alvarez  | Le Mont    |          |
| D        | Jérémy Manière  | Bienne     |          |
| A        | Pak Kwang-ryong | Bienne     |          |

| Cessioni | Cessioni       | Cessioni               | Cessioni |
| R.       | Nome           | a                      | Modalità |
| -------- | -------------- | ---------------------- | -------- |
| C        | Noah Kamé Ekué | Uhlenhorster SC Paloma |          |
| A        | Jocelyn Roux   | Wil                    |          |

## Risultati

### Challenge League

#### Prima fase, girone di andata
| Arbitro: | Superczynski |

|                                                    |           |                                              |
| Pasche 65’, 84’ Dessarzin 79’ Gétaz 81’ Bühler 89’ | Marcatori | 55’ Pak 61’ Kololli 62’ Marchesano 75’ Hayoz |

| Arbitro: | Fähndrich |

|            |           |  |
| Senger 34’ | Marcatori |  |

| Arbitro: | Ovcharov |

|          |           |                           |
| Gétaz 4’ | Marcatori | 45’ Madero 55’ Ciarrocchi |

| Arbitro: | San |

|                    |           |                                             |
| Dubajić 64’ (rig.) | Marcatori | 28’ Monteiro 58’ Dessarzin 80’ Feuillassier |

| Arbitro: | Musa |

|            |           |  |
| Pasche 59’ | Marcatori |  |

| Arbitro: | Jancevski |

|  |           |          |
|  | Marcatori | 90’ Roux |

| Arbitro: | San |

|                       |           |  |
| Lavanchy 68’ Roux 83’ | Marcatori |  |

| Arbitro: | Superczynski |

|                           |           |                                       |
| Nobre 30’ Santos 42’, 58’ | Marcatori | 71’ Feuillassier 72’ Sessolo 85’ Roux |

| Arbitro: | Pache |

|          |           |               |
| Roux 21’ | Marcatori | 78’ Spielmann |

#### Prima fase, girone di ritorno
| Arbitro: | Klossner |

|            |           |              |
| Diarra 33’ | Marcatori | 4’, 73’ Roux |

| Arbitro: | Schnyder |

|  |           |                        |
|  | Marcatori | 61’ Çiçek 74’ Trachsel |

| Arbitro: | Tschudi |

|           |           |                      |
| Weber 23’ | Marcatori | 13’ (rig.), 46’ Roux |

| Arbitro: | Fähndrich |

|  |           |                                         |
|  | Marcatori | 36’ Roux 47’ Margairaz 82’ Feuillassier |

| Arbitro: | Pache |

|               |           |             |
| Dessarzin 37’ | Marcatori | 24’ Alvarez |

| Arbitro: | Tschudi |

|                      |           |                                  |
| Sessolo 50’ Roux 90’ | Marcatori | 44’ (rig.) Doudin 63’, 90’ Mveng |

| Arbitro: | Gut |

|  |           |                                        |
|  | Marcatori | 18’ Roux 50’, 83’ Marazzi 61’ Lavanchy |

| Arbitro: | Superczynski |

|                      |           |                                     |
| Karlen 67’ Alves 86’ | Marcatori | 73’ Feuillassier 76’ Gétaz 90’ Roux |

| Arbitro: | Tschudi |

|                                        |           |  |
| Roux 12’ (rig.) Lavanchy 73’ Gétaz 79’ | Marcatori |  |

#### Seconda fase, girone di andata
| Arbitro: | Ovcharov |

|                   |           |             |
| Pak 4’ Pasche 80’ | Marcatori | 52’ Dubajić |

| Arbitro: | Schnyder |

|          |           |                                |
| Ianu 55’ | Marcatori | 14’ Manière 18’ Méndez 44’ Pak |

| Arbitro: | Jaccottet |

|                  |           |           |
| Gétaz 1’ Pak 86’ | Marcatori | 8’ Santos |

| Arbitro: | Schärli |

|  |           |                       |
|  | Marcatori | 62’ Lavanchy 79’ Yang |

| Arbitro: | Schärer |

|         |           |                   |
| Pak 48’ | Marcatori | 32’ (rig.) Doudin |

| Arbitro: | Bieri |

|                                  |           |                      |
| D'Angelo 29’ Foschini 72’ (rig.) | Marcatori | 78’ Lavanchy 86’ Pak |

| Arbitro: | Gut |

|                    |           |                                              |
| Méndez 10’ Pak 24’ | Marcatori | 31’ (rig.) Marchesano 44’ Karlen 63’ Brunner |

| Arbitro: | Jaccottet |

|              |           |           |
| Pandiani 90’ | Marcatori | 79’ Garat |

| Arbitro: | Jancevski |

|                |           |                    |
| Ciarrocchi 38’ | Marcatori | 34’ (aut.) Felitti |

#### Seconda fase, girone di ritorno
| Arbitro: | Schärer |

|  |           |                        |
|  | Marcatori | 32’ Méndez 34’ Lotomba |

| Arbitro: | Dudic |

|            |           |  |
| Zeqiri 61’ | Marcatori |  |

| Bienne 24 aprile 2016, ore CEST 30ª giornata | Bienne    | – annullata referto | Losanna | Tissot Arena\| Arbitro: \| Jancevski \| |
| Arbitro:                                     | Jancevski |                     |         |                                         |

| Losanna 1º maggio 2016, ore 15:00 CEST 31ª giornata | Losanna  | 0 – 0 referto | Chiasso | Stade Olympique de la Pontaise (5 860 spett.)\| Arbitro: \| Ovcharov \| |
| Arbitro:                                            | Ovcharov |               |         |                                                                         |

| Arbitro: | Superczynski |

|                    |           |                     |
| Rossini 68’ (rig.) | Marcatori | 33’ Gétaz 53’ Campo |

| Arbitro: | Gut |

|  |           |           |
|  | Marcatori | 72’ Mujic |

| Arbitro: | Pache |

|                                 |           |            |
| Akolo 34’ Delley 52’ Doudin 57’ | Marcatori | 90’ Zeqiri |

| Arbitro: | Jancevski |

|            |           |                                           |
| Méndez 88’ | Marcatori | 14’ Çiçek 50’, 64’ Fassnacht 57’ Trachsel |

| Arbitro: | Gut |

|                           |           |                                                    |
| Roux 85’ Fazli 90’ (rig.) | Marcatori | 28’ Lavanchy 42’ Feuillassier 79’ Rushenguziminega |

### Coppa Svizzera
| 16 agosto 2015, ore 16:00 CEST Primo turno | Ticino Le Locle | 0 – 3 | Losanna |  |

| Losanna 18 settembre 2015, ore 19:00 CEST Secondo turno | Losanna   | 0 – 1 referto | Thun | Stade Olympique de la Pontaise |
| \| \| \| \| \| \| Marcatori \| 83’ Wieser \|            |           |               |      |                                |
|                                                         |           |               |      |                                |
|                                                         | Marcatori | 83’ Wieser    |      |                                |

## Statistiche

### Statistiche di squadra
| Competizione     | Punti | In casa | In casa | In casa | In casa | In casa | In casa | In trasferta | In trasferta | In trasferta | In trasferta | In trasferta | In trasferta | Totale | Totale | Totale | Totale | Totale | Totale | DR  |
| Competizione     | Punti | G       | V       | N       | P       | Gf      | Gs      | G            | V            | N            | P            | Gf           | Gs           | G      | V      | N      | P      | Gf     | Gs     | DR  |
| ---------------- | ----- | ------- | ------- | ------- | ------- | ------- | ------- | ------------ | ------------ | ------------ | ------------ | ------------ | ------------ | ------ | ------ | ------ | ------ | ------ | ------ | --- |
| Challenge League | 65    | 17      | 7       | 5       | 5       | 24      | 22      | 17           | 12           | 3            | 2            | 37           | 17           | 34     | 19     | 8      | 7      | 61     | 39     | +22 |
| Coppa Svizzera   | -     | 1       | 0       | 0       | 1       | 0       | 1       | 1            | 1            | 0            | 0            | 3            | 0            | 2      | 1      | 0      | 1      | 3      | 1      | +2  |
| Totale           | 65    | 18      | 7       | 5       | 6       | 24      | 23      | 18           | 13           | 3            | 2            | 40           | 17           | 36     | 20     | 8      | 8      | 64     | 40     | +24 |

### Andamento in campionato
| Giornata  | 1 | 2 | 3 | 4 | 5 | 6 | 7 | 8 | 9 | 10 | 11 | 12 | 13 | 14 | 15 | 16 | 17 | 18 | 19 | 20 | 21 | 22 | 23 | 24 | 25 | 26 | 27 | 28 | 29 | 30 | 31 | 32 | 33 | 34 | 35 | 36 |
| --------- | - | - | - | - | - | - | - | - | - | -- | -- | -- | -- | -- | -- | -- | -- | -- | -- | -- | -- | -- | -- | -- | -- | -- | -- | -- | -- | -- | -- | -- | -- | -- | -- | -- |
| Luogo     | C | T | C | T | C | T | C | T | C | T  | C  | T  | T  | C  | C  | T  | T  | C  | C  | T  | C  | T  | C  | T  | C  | C  | T  | T  | C  | T  | C  | T  | C  | T  | C  | T  |
| Risultato | V | P | P | V | V | V | V | N | N | V  | P  | V  | V  | N  | P  | V  | V  | V  | V  | V  | V  | V  | N  | N  |    | N  | N  | V  | V  |    | N  | V  | P  | P  | P  | V  |
| Posizione | 1 | 3 | 5 | 3 | 2 | 2 | 1 | 1 | 1 | 1  | 1  | 1  | 1  | 1  | 1  | 1  | 1  | 1  | 1  | 1  | 1  | 1  | 1  | 1  | 1  | 1  | 1  | 1  | 1  | 1  | 1  | 1  | 1  | 1  |    |    |

Legenda:

Luogo: C = Casa; T = Trasferta. Risultato: V = Vittoria; N = Pareggio; P = Sconfitta.

### Statistiche dei giocatori
| Giocatore           | Challenge League | Challenge League | Challenge League | Challenge League | Coppa Svizzera | Coppa Svizzera | Coppa Svizzera | Coppa Svizzera | Totale   | Totale | Totale      | Totale     |
| Giocatore           | Presenze         | Reti             | Ammonizioni      | Espulsioni       | Presenze       | Reti           | Ammonizioni    | Espulsioni     | Presenze | Reti   | Ammonizioni | Espulsioni |
| ------------------- | ---------------- | ---------------- | ---------------- | ---------------- | -------------- | -------------- | -------------- | -------------- | -------- | ------ | ----------- | ---------- |
| A. Alvarez          | 4                | 0                | 0                | 0                | 0              | 0              | 0              | 0              | 4        | 0      | 0           | 0          |
| A. Bühler           | 26               | 1                | 4                | 1                | 1              | 0              | 0              | 0              | 27       | 1      | 4           | 1          |
| S. Campo            | 5                | 1                | 0                | 0                | 0              | 0              | 0              | 0              | 5        | 1      | 0           | 0          |
| F. Carvalho         | 3                | 0                | 0                | 0                | 0              | 0              | 0              | 0              | 3        | 0      | 0           | 0          |
| T. Castella         | 23               | 0                | 1                | 0                | 0              | 0              | 0              | 0              | 23       | 0      | 1           | 0          |
| O. Custodio         | 32               | 0                | 13               | 0                | 1              | 0              | 0              | 0              | 33       | 0      | 13          | 0          |
| M. Descloux         | 0                | 0                | 0                | 0                | 0              | 0              | 0              | 0              | 0        | 0      | 0           | 0          |
| R. Dessarzin        | 27               | 3                | 4                | 0                | 0              | 0              | 0              | 0              | 27       | 3      | 4           | 0          |
| A. Eto              | 0                | 0                | 0                | 0                | 0              | 0              | 0              | 0              | 0        | 0      | 0           | 0          |
| S. Feuillassier     | 21               | 5                | 1                | 0                | 1              | 0              | 0              | 0              | 22       | 5      | 1           | 0          |
| S. Gonçalves        | 0                | 0                | 0                | 0                | 0              | 0              | 0              | 0              | 0        | 0      | 0           | 0          |
| N. Gétaz            | 25               | 6                | 3                | 1                | 1              | 0              | 1              | 0              | 26       | 6      | 4           | 1          |
| A. Kabacalman       | 3                | 0                | 0                | 0                | 0              | 0              | 0              | 0              | 3        | 0      | 0           | 0          |
| J. Krasniqi         | 4                | 0                | 1                | 0                | 0              | 0              | 0              | 0              | 4        | 0      | 1           | 0          |
| N. Lavanchy         | 32               | 6                | 5                | 0                | 1              | 0              | 0              | 0              | 33       | 6      | 5           | 0          |
| J. Lotomba          | 15               | 1                | 0                | 0                | 0              | 0              | 0              | 0              | 15       | 1      | 0           | 0          |
| J. Manière          | 16               | 1                | 2                | 0                | 0              | 0              | 0              | 0              | 16       | 1      | 2           | 0          |
| D. Marazzi          | 21               | 2                | 4                | 0                | 1              | 0              | 0              | 0              | 22       | 2      | 4           | 0          |
| X. Margairaz        | 30               | 1                | 4                | 0                | 1              | 0              | 0              | 0              | 31       | 1      | 4           | 0          |
| K. Martin           | 4                | 0                | 0                | 0                | 1              | 0              | 0              | 0              | 5        | 0      | 0           | 0          |
| E. Monteiro         | 29               | 1                | 5                | 1                | 1              | 0              | 0              | 0              | 30       | 1      | 5           | 1          |
| K. Méndez           | 15               | 4                | 1                | 0                | 0              | 0              | 0              | 0              | 15       | 4      | 1           | 0          |
| K. Pak              | 9                | 6                | 1                | 0                | 0              | 0              | 0              | 0              | 9        | 6      | 1           | 0          |
| W. Pandiani         | 15               | 1                | 2                | 0                | 0              | 0              | 0              | 0              | 15       | 1      | 2           | 0          |
| A. Pasche           | 28               | 4                | 8                | 0                | 1              | 0              | 0              | 0              | 29       | 4      | 8           | 0          |
| G. Paulis           | 1                | 0                | 0                | 0                | 0              | 0              | 0              | 0              | 1        | 0      | 0           | 0          |
| J. Roux             | 17               | 13               | 2                | 0                | 1              | 0              | 0              | 0              | 18       | 13     | 2           | 0          |
| Q. Rushenguziminega | 7                | 1                | 0                | 0                | 0              | 0              | 0              | 0              | 7        | 1      | 0           | 0          |
| H. Sessolo          | 24               | 2                | 8                | 0                | 1              | 0              | 0              | 0              | 25       | 2      | 8           | 0          |
| D. Silva            | 8                | 0                | 0                | 0                | 0              | 0              | 0              | 0              | 8        | 0      | 0           | 0          |
| M. Yang             | 32               | 1                | 3                | 0                | 1              | 0              | 0              | 0              | 33       | 1      | 3           | 0          |
| A. Zeqiri           | 13               | 2                | 2                | 0                | 1              | 0              | 0              | 0              | 14       | 2      | 2           | 0          |